# Vitrac-sur-Montane
Vitrac-sur-Montane is een gemeente in het Franse departement Corrèze (regio Nouvelle-Aquitaine) en telt 214 inwoners (1999). De plaats maakt deel uit van het arrondissement Tulle.

## Geografie
De oppervlakte van Vitrac-sur-Montane bedraagt 27,1 km², de bevolkingsdichtheid is 7,9 inwoners per km².
De onderstaande kaart toont de ligging van Vitrac-sur-Montane met de belangrijkste infrastructuur en aangrenzende gemeenten.

## Demografie
Onderstaande figuur toont het verloop van het inwonertal (bron: INSEE-tellingen).